# Prima danza, poi pensa. Alla ricerca di Beckett
Prima danza, poi pensa. Alla ricerca di Beckett (Dance First) è un film del 2023 di James Marsh.

## Trama
Il film narra la vita di Samuel Beckett, ripercorrendo gli episodi della sua infanzia, l'amicizia con James Joyce, la malattia mentale e l'incarcerazione di Lucia Joyce, la reazione con la Suzanne Dumesnil, la sua partecipazione alla Resistenza francese durante la Seconda Guerra Mondiale, la carriera letteraria, il Premio Nobel per la Letteratura, la relazione con Barbara Bray fino alla morte nel 1989.

## Distribuzione
Il film ha chiuso la selezione ufficiale del 71º Festival Internazionale del Cinema di San Sebastián il 30 settembre 2023.

## Accoglienza
Su Rotten Tomatoes, il 46% delle recensioni di 13 critici è positivo, con una valutazione media di 5,3/10.